# Llengües altaiques
Les llengües altaiques són una macrofamília lingüística hipotètica que s'estén des dels Balcans fins a la Sibèria oriental, amb 105 milions de parlants. Es consideren originàries de la serralada de l'Altai, entre Rússia i Mongòlia. L'existència d'una vertadera família altaica és discutible; mentre que la hipòtesi altaica ha tingut molts defensors, encara no és considerada satisfactòriament provada, i per això és incorrecte usar el terme 'família' en referència a les llengües altaiques.

## Història del concepte de família altaica

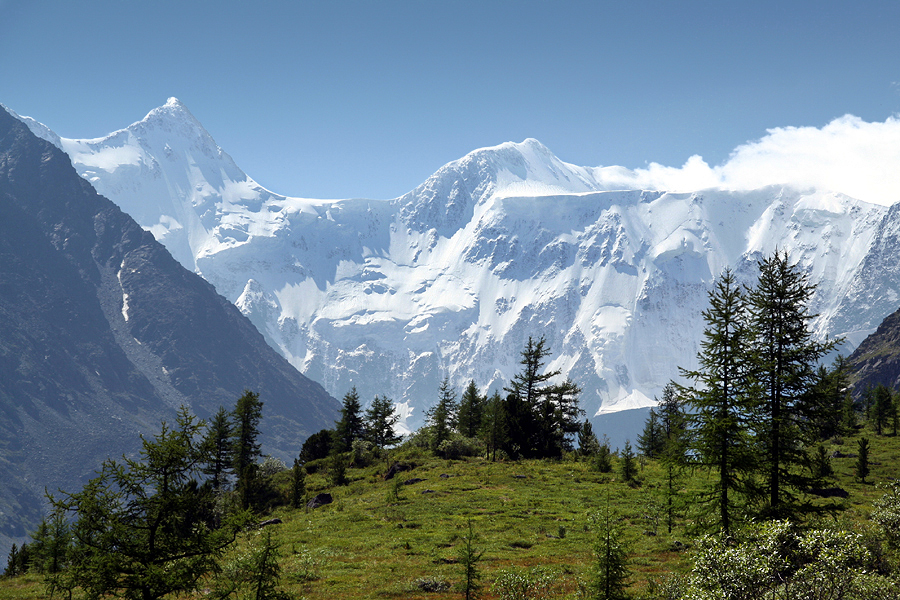
Les muntanyes d'Altai, a l'Àsia central-oriental, donen nom a la família lingüística proposada.

### Orígens
La primera referència coneguda a un grup lingüístic unificat de llengües turques, mongòliques i tungús prové de l'obra de Nicolaes Witsen de 1692, que podria estar basada en una obra d’Abu l-Ghazi Bahadur Khan de 1661, Genealogia dels turcmans.
Una proposta d'agrupació de les llengües túrquica, mongòlica i tungús va ser publicada el 1730 per Philip Johan von Strahlenberg, un oficial suec que va viatjar per l’Imperi Rus oriental mentre era presoner de guerra després de la Gran Guerra del Nord. Tanmateix, potser no pretenia insinuar una relació més estreta entre aquestes llengües. Les propostes posteriors per incloure les llengües coreana i japonesa en una família macroaltaica sempre han estat controvertides. La proposta original de vegades s'anomenava microaltaica per retronímia. La majoria dels defensors de l'altaic continuen donant suport a la inclusió del coreà, però menys ho fan pel japonès. Algunes propostes també incloïen l'ainuic, però això no és àmpliament acceptat ni tan sols entre els mateixos altaïstes. Serguei Stàrostin i altres han reconstruït provisionalment una llengua protoaltaica ancestral comuna per a la família Macro.
El microaltaic inclou unes 66 llengües vives, a les quals el macroaltaic afegiria el coreà, el jeju, el japonès i les llengües ryukyuenques, per a un total d'unes 74 (depenent del que es considera llengua i del que es considera dialecte). Aquestes xifres no inclouen estats anteriors de llengües, com ara el mongol mitjà, el coreà antic o el japonès antic.

### Hipòtesi uraloaltaica
El 1844, el filòleg finlandès Matthias Castrén va proposar una agrupació més àmplia que més tard es va anomenar família ural-altaica, que incloïa el turc, el mongol i el manxú-tungús (=tungús) com a branca altaica, i també les Llengües samoiedes i les ugrofines com a branca uralica (tot i que el mateix Castrén va utilitzar els termes tàtar i txudic). El nom altaic feia referència a les muntanyes de l'Altai, a l'Àsia central-oriental, que són aproximadament el centre de l'àrea geogràfica de les tres famílies principals. El nom Uràlic feia referència als Urals.
Tot i que la hipòtesi de la família ural-altaica encara es pot trobar en algunes enciclopèdies, atles i referències generals similars, des de la dècada del 1960 ha estat molt criticada. Fins i tot els lingüistes que accepten la família altaica bàsica, com ara Serguei Stàrostin, descarten completament la inclusió de la branca uràlica.
El terme continua sent utilitzat per a la zona de convergència tipològica, gramatical i lèxica de l'Eurasia central. De fet, ural-altaic pot ser preferible a altaic en aquest sentit. Per exemple, Juha Janhunen afirma que «parlar d′altaic en comptes d′ural-altaic és una idea errònia, ja que no hi ha característiques areals o tipològiques específiques de l'altaic sense l'urali».
El 1857, l'erudit austríac Anton Boller va suggerir afegir el japonès a la família ural-altaica.
A la dècada del 1920, GJ Ramstedt i Ievgueni Polivànov van defensar la inclusió del coreà. Dècades més tard, al seu llibre de 1952, Ramstedt va rebutjar la hipòtesi uralaltaica però va tornar a incloure el coreà a l'altaic, una inclusió seguida per la majoria dels principals altaïstes (partidaris de la teoria) fins ara. El seu llibre va ser el primer intent exhaustiu d'identificar correspondències regulars entre els sistemes sonors de les famílies lingüístiques altaiques.
El 1960, Nicholas Poppe va publicar el que en efecte era una versió molt revisada del volum de Ramstedt sobre fonologia que des de llavors ha establert l'estàndard en els estudis altaics. Poppe considerava que la qüestió de la relació entre el coreà i el turc-mongòlic-tungús no estava resolta. Segons ell, hi havia tres possibilitats: (1) el coreà no pertanyia genealògicament a les altres tres, sinó que havia estat influenciat per un substrat altaic; (2) el coreà estava emparentat amb les altres tres al mateix nivell que ho estaven entre si; (3) el coreà s'havia separat de les altres tres abans que aquestes experimentessin una sèrie de canvis característics.
El 1990, Unger, emfatitzant la necessitat d'establir relacions lingüístiques rigorosament des de baix a dalt, va defensar la comparació del tungús amb l'avantpassat comú del coreà i el japonès abans de buscar connexions amb el turc o el mongol.
Tanmateix, molts lingüistes discuteixen les suposades afinitats del coreà i el japonès amb els altres tres grups. Alguns autors van intentar connectar el japonès amb les llengües austronèsiques.
El 2017, Martine Robbeets va proposar que el japonès (i possiblement el coreà) es va originar com una llengua híbrida. Ella va proposar que la llar ancestral de les llengües túrquica, mongòlica i tungúsica es trobava en algun lloc del nord-oest de Manxúria. Un grup d'aquests parlants protoaltaics (transeurasiàtics) hauria migrat cap al sud, a la moderna província de Liaoning, on haurien estat assimilats majoritàriament per una comunitat agrícola amb una llengua semblant a l'austronèsia. La fusió de les dues llengües hauria donat lloc al protojaponès i al protocoreà.
En un estudi tipològic que no avalua directament la validesa de la hipòtesi altaica, Yurayong i Szeto (2020) discuteixen, per al coreà i el japònic, les etapes de convergència cap al model tipològic altaic i la posterior divergència d'aquest model, que van donar lloc a l'actual similitud tipològica entre el coreà i el japònic. Afirmen que ambdues són «encara tan diferents de les llengües altaiques centrals que fins i tot podem parlar d'un tipus de gramàtica japonès-coreà independent. Atès que també no hi ha ni una prova sòlida d'elements lèxics protoaltaics comuns ni correspondències sonores regulars sòlides, sinó només préstecs lèxics i estructurals entre llengües de la tipologia altaica, els nostres resultats parlen indirectament a favor d'un origen paleoasiàtic de les llengües japoneses i coreanes».

## Branques
Se'n distingeixen cinc branques:
- Túrquica
- Mongòlica
- Manxú-tungús
- Llengües japòniques
- Coreà

Aquest grup de llengües forma part de les anomenades aglutinants, en contrast amb les monosil·làbiques com el xinès o les flexives com el llatí. L'aglutinació vol dir que, per formar paraules, indicar complements o per conjugar els verbs, s'afegeixen preposicions o posposicions a les paraules sense modificar-les: per exemple, en tàtar de Qazan kül significa 'llac', però per a dir del llac o des del llac s'hi afegeix la posposició -ní, per tant seria külní

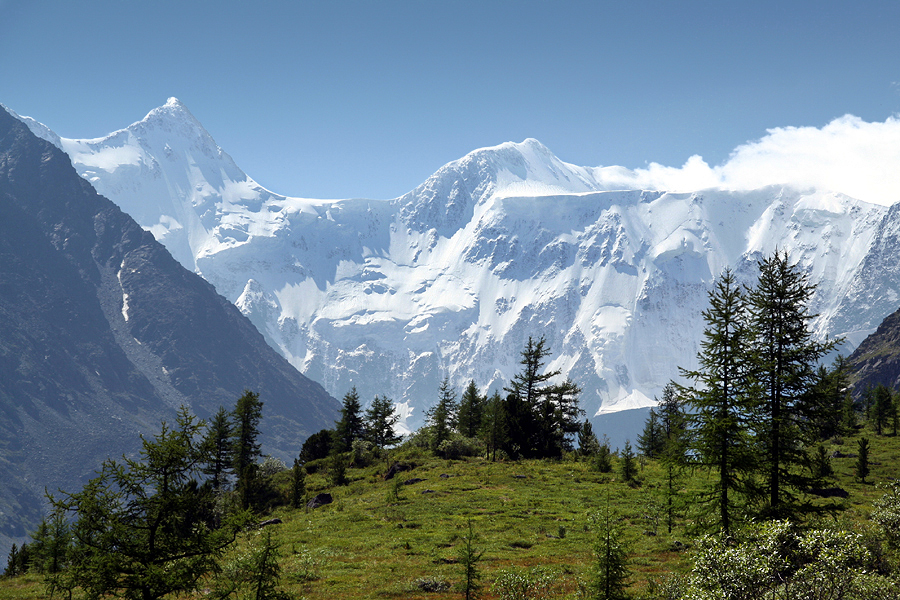
El massís de l'Altai que dona nom al grup lingüístic

Encara hi ha una certa confusió entre els lingüistes a l'hora de classificar aquestes llengües i no d'altres (com el coreà, el japonès o l'ainu) en aquest grup. Això és perquè se'n desconeixen els estadis més antics: pràcticament, no hi ha texts altaics anteriors al segle viii, i hi ha llengües que no es van escriure fins al segle xx.

## Llengües
Llengües principals, famílies i subfamílies o branques:
- família túrquica:
  - branca búlgara
    - txuvaix

  - branca meridional
    - àzeri
    - gagaús
    - tàtar de Crimea
    - turc
    - turcman

  - branca occidental
    - baixkir
    - caraïta
    - karakalpak
    - kazakh
    - tàtar

  - branca oriental
    - uigur
    - uzbek

  - branca septentrional
    - altai
    - iacut
    - khakassià
- família mongòlica
  - calmuc
  - buriat
  - mongol
- família manxú-tungús
  - even
  - evenki
  - oroqen
  - manxú
  - xibe